# Jaroslav Sourek-Touček
Jaroslav Sourek-Touček (født 24. august 1882) var en böhmisk fægter som deltog i de olympiske lege 1908 i London.
Sourek-Touček vandt en bronzemedalje i fægtning under Sommer-OL 1908 i London. Han var med på det böhmiske hold som kom på en tredjeplads i holdkonkurrencen i sabel efter Ungarn og Italien.